# UFC 297
UFC 297: Strickland vs. Du Plessis — турнир по смешанным единоборствам, организованный Ultimate Fighting Championship, который был проведён 20 января 2024 года на спортивной арене «Scotiabank Arena» в городе Торонто, провинция Онтарио, Канада.

## Подготовка турнира

### Главные события турнира
В качестве заглавного события турнира запланирован бой за титул чемпиона UFC в среднем весе, в котором должны встретиться действующий чемпион американец Шон Стрикленд и претендент бывший чемпион KSW в полусреднем весе южноафриканец Дрикус дю Плесси (#2 в рейтинге). Для Стрикленда это будет первая защита титула после того как он стал чемпионом, победив единогласным решением Исраэля Адесанью на UFC 293 в сентябре 2023 года. Адесанья официально назначен страхующим бойцом для этого поединка.
| Заглавное событие - Средний вес - Бой за титул чемпиона | Заглавное событие - Средний вес - Бой за титул чемпиона | Заглавное событие - Средний вес - Бой за титул чемпиона |
| --- | --- | ------------------------------------------------------- |
| Шон Стрикленд | | Дрикус дю Плесси                                        |
| SEAN THOMAS STRICKLAND "Tarzan" (Тарзан) 32 года (27.02.1991) Рост 185 см, размах рук 193 см, вес 83,8 кг Гражданство: Происхождение: Место рождения: Анахайм, Калифорния, США Представляет: Корона, Калифорния, США "Millenia MMA Gym" / "Xtreme Couture" Дебют в UFC - 15.03.2014 (с рекордом 13-0) Бонусы "Perfomance of the Night" (3) Действующий чемпион UFC в среднем весе (09.2023-н.в.) Чемпион King of the Cage в среднем весе (2012-2013, защиты 4/4) | DRICUS DU PLESSIS "Stillknocks" (Стиллнокс) 30 лет (14.01.1994) Рост 185 см, размах рук 193 см, вес 83,46 кг Гражданство: Происхождение: (Африканеры) Место рождения: Велком, Фри-Стейт, ЮАР Представляет: Претория, Гаутенг, ЮАР "Team CIT MMA" Дебют в UFC - 10.10.2020 (с рекордом 14-2) Бонусы "Fight of the Night" (1) / "Perfomance of the Night" (2) Претендент на титул чемпиона UFC в среднем весе Чемпион KSW в полусреднем весе (2018, защиты 0/1) Чемпион Extreme FC в среднем весе (2017, защиты 1/1) Чемпион Extereme FC в полусреднем весе (2016) |                                                         |
| Последние бои: 10.09.2023, Исраэль Адесанья (ч), UDEC 01.07.2023, Абусупьян Магомедов, TKO2 14.01.2023, Нассурдин Имавов (#12), UDEC 17.12.2022, Джаред Каннонир (#3), SDEC 02.07.2022, Алекс Перейра, KO1 | Последние бои: TKO2, Роберт Уиттакер (#1), 08.07.2023 TKO2, Дерек Брансон (#5), 04.03.2023 SUB3, Даррен Тилл (#10), 10.12.2022 UDEC, Брэд Таварес (#12), 02.07.2022 KO2, Тревин Джайлз, 10.07.2021 |                                                         |

В качестве соглавного события турнира запланирован бой за вакантный титул чемпиона UFC в женском легчайшем весе, в котором должны встретиться претендентки американка Ракель Пеннингтон (#2 в рейтинге) и бразильянка Майра Буэну Силва (#3 в рейтинге).
| Соглавное событие - Женский легчайший вес - Бой за титул чемпиона | Соглавное событие - Женский легчайший вес - Бой за титул чемпиона | Соглавное событие - Женский легчайший вес - Бой за титул чемпиона |
| --- | --- | ----------------------------------------------------------------- |
| Ракель Пеннингтон | | Майра Буэну Силва                                                 |
| RAQUEL LEN PENNINGTON "Rocky" (Рокки) 35 лет (05.09.1988) Рост 170 см, размах рук 171 см, вес 61,14 кг Гражданство: Происхождение: / Место рождения: Колорадо-Спринг, Колорадо, США Представляет: Колорадо-Спринг, Колорадо, США "Altitude MMA" Дебют в UFC - 30.11.2013 (с рекордом 3-3) Бонусы "Perfomance of the Night" (1) Претендент на титул чемпионки UFC в легчайшем весе Претендент на титул чемпионки UFC в легчайшем весе (2018) Участник The Ultimate Fighter 18 (2013) | MAYRA BUENO SILVA "Sheetara" (Шитара) 32 года (22.08.1991) Рост 168 см, размах рук 169 см, вес 61,23 кг Гражданство: Происхождение: Место рождения: Уберландия, Минас-Жерайс, Бразилия Представляет: Уберландия, Минас-Жерайс, Бразилия "American Top Team" Дебют в UFC - 22.09.2018 (с рекордом 5-0) Бонусы "Fight of the Night" (2) / "Perfomance of the Night" (2) Претендент на титул чемпионки UFC в легчайшем весе Победитель DWCS Brasil 1 (2018) Чемпионка Batalha MMA в легчайшем весе (2017) |                                                                   |
| Последние бои: 14.01.2023, Кетлин Виейра (#2), SDEC 09.04.2022, Аспен Лэдд (#4), UDEC 18.12.2021, Мэйси Чиассон (#10), SUB2 18.09.2021, Панни Киансад (#12), SDEC 20.06.2020, Марион Рено (#10), UDEC | Последние бои: NC, Холли Холм (#3), 15.07.2023 SUB2, Лина Ленсберг (#12), 18.02.2023 SUB1, Стефани Эггер, 06.08.2022 UDEC, У Янань, 16.04.2022 UDEC, Манон Фьоро, 16.10.2021 (наилегчайший вес) |                                                                   |

### Анонсированные бои
| Бой | Весовая категория    | Участники боёв и их статистика перед боем (рекорд ММА / рекорд UFC / серия) | Участники боёв и их статистика перед боем (рекорд ММА / рекорд UFC / серия) | Участники боёв и их статистика перед боем (рекорд ММА / рекорд UFC / серия) | Участники боёв и их статистика перед боем (рекорд ММА / рекорд UFC / серия) | Участники боёв и их статистика перед боем (рекорд ММА / рекорд UFC / серия) | Участники боёв и их статистика перед боем (рекорд ММА / рекорд UFC / серия) | Участники боёв и их статистика перед боем (рекорд ММА / рекорд UFC / серия) | Участники боёв и их статистика перед боем (рекорд ММА / рекорд UFC / серия) | Участники боёв и их статистика перед боем (рекорд ММА / рекорд UFC / серия) | Участники боёв и их статистика перед боем (рекорд ММА / рекорд UFC / серия) | Участники боёв и их статистика перед боем (рекорд ММА / рекорд UFC / серия) | Участники боёв и их статистика перед боем (рекорд ММА / рекорд UFC / серия) |
|     |                      | Главный кард (Main Card, PPV)                                               |                                                                             |                                                                             |                                                                             |                                                                             |                                                                             |                                                                             |                                                                             |                                                                             |                                                                             |                                                                             |                                                                             |
| 1   | Средний вес          | Шон Стрикленд Sean "Tarzan" Strickland                                      | Ч                                                                           | 28-5                                                                        | 15-5                                                                        | +3                                                                          | vs.                                                                         | Дрикус дю Плесси Dricus "Stillknocks" Du Plessis                            | #2 exT(1)                                                                   | 20-2                                                                        | 6-0                                                                         | +8                                                                          | [ 5 ]                                                                       |
| 2   | Жен. легчайший вес   | Ракель Пеннингтон Raquel "Rocky" Pennington                                 | #2 TUF                                                                      | 15-8                                                                        | 12-5                                                                        | +5                                                                          | vs.                                                                         | Майра Буэну Силва Mayra "Sheetara" Bueno Silva                              | #3 CS                                                                       | 10-2-1 (1)                                                                  | 5-2-1 (1)                                                                   | +3                                                                          | [ 6 ]                                                                       |
| 3   | Полусредний вес      | Нил Магни Neil "Haitian Sensation" Magny                                    | #13 exT(5), TUF                                                             | 28-11                                                                       | 21-10                                                                       | -1                                                                          | vs.                                                                         | Майк Малотт Mike "Proper" Malott                                            | CS                                                                          | 10-1-1                                                                      | 3-0                                                                         | +6                                                                          | [ 7 ]                                                                       |
| 4   | Средний вес          | Крис Кёртис Chris "The Action Man" Curtis                                   | #14 CS                                                                      | 30-10 (1)                                                                   | 4-2 (1)                                                                     | -1                                                                          | vs.                                                                         | Марк-Андре Баррьо Marc-André "Powerbar" Barriault                           |                                                                             | 16-6 (1)                                                                    | 5-5 (1)                                                                     | +2                                                                          | [ 8 ]                                                                       |
| 5   | Полулёгкий вес       | Арнольд Аллен Arnold "Almighty" Allen                                       | #4                                                                          | 19-2                                                                        | 10-1                                                                        | -1                                                                          | vs.                                                                         | Мовсар Евлоев Movsar Evloev                                                 | #9                                                                          | 17-0                                                                        | 7-0                                                                         | +17                                                                         | [ 9 ]                                                                       |
|     |                      | Предварительный кард (Prelims, ESPN+)                                       |                                                                             |                                                                             |                                                                             |                                                                             |                                                                             |                                                                             |                                                                             |                                                                             |                                                                             |                                                                             |                                                                             |
| 6   | Легчайший вес        | Брэд Катона Brad "Superman" Katona                                          | TUF(W)                                                                      | 13-2                                                                        | 3-2                                                                         | +7                                                                          | vs.                                                                         | Гарретт Армфилд Garrett Armfield                                            |                                                                             | 9-3                                                                         | 1-1                                                                         | +1                                                                          | [ 10 ]                                                                      |
| 7   | Полулёгкий вес       | Шарль Журден Charles "Air" Jourdain                                         |                                                                             | 15-6-1                                                                      | 6-5-1                                                                       | +2                                                                          | vs.                                                                         | Шон Вудсон Sean "The Sniper" Woodson                                        | CS                                                                          | 10-1-1                                                                      | 4-1-1                                                                       | +1                                                                          | [ 11 ]                                                                      |
| 8   | Легчайший вес        | Сергей Сидей Serhiy Sidey                                                   | д CS                                                                        | 10-1                                                                        | -                                                                           | +6                                                                          | vs.                                                                         | Рамон Таверас Ramon "The Savage" Taveras                                    | д CS                                                                        | 9-2                                                                         | -                                                                           | +1                                                                          | [ 12 ]                                                                      |
| 9   | Жен. минимальный вес | Джиллиан Робертсон Gillian "The Savage" Robertson                           | exT (11), TUF                                                               | 12-8                                                                        | 9-6                                                                         | -1                                                                          | vs.                                                                         | Полиана Виана Polyana "Dama de Ferro" Viana                                 | exT(15)                                                                     | 13-6                                                                        | 4-5                                                                         | -1                                                                          | [ 13 ]                                                                      |
|     |                      | Ранний предварительный кард (Early Prelims, ESPN+)                          |                                                                             |                                                                             |                                                                             |                                                                             |                                                                             |                                                                             |                                                                             |                                                                             |                                                                             |                                                                             |                                                                             |
| 10  | Полусредний вес      | Иоан Лэйнесс Yohan "White Lion" Lainesse                                    | CS                                                                          | 9-2                                                                         | 1-2                                                                         | -1                                                                          | vs.                                                                         | Сэм Паттерсон Sam "The Future" Patterson                                    | CS                                                                          | 10-2-1                                                                      | 0-1                                                                         | -1                                                                          | [ 14 ]                                                                      |
| 11  | Жен. легчайший вес   | Жасмин Ясудавичюс Jasmine Jasudavicius                                      | exT(15), CS                                                                 | 9-3                                                                         | 3-2                                                                         | -1                                                                          | vs.                                                                         | Присцила Кашоэйра Priscila "Zombie Girl" Cachoeira                          |                                                                             | 12-5                                                                        | 4-5                                                                         | -1                                                                          | [ 15 ]                                                                      |
| 12  | Наилегчайший вес     | Малкольм Гордон Malcolm "X" Gordon                                          |                                                                             | 14-7                                                                        | 2-4                                                                         | -2                                                                          | vs.                                                                         | Джимми Флик Jimmy "The Brick" Flick                                         | CS                                                                          | 16-7                                                                        | 1-2                                                                         | -2                                                                          | [ 16 ]                                                                      |
|     |                      | Отменённые бои                                                              |                                                                             |                                                                             |                                                                             |                                                                             |                                                                             |                                                                             |                                                                             |                                                                             |                                                                             |                                                                             |                                                                             |
|     | Полулёгкий вес       | Александр Волкановски Alexander "The Great" Volkanovski                     | Ч                                                                           | 26-2                                                                        | 13-1                                                                        | +1                                                                          | vs.                                                                         | Илия Топурия Ilia "El Matador" Topuria                                      | #5                                                                          | 14-0                                                                        | 6-0                                                                         | +14                                                                         | [ 17 ]                                                                      |
|     | Полутяжёлый вес      | Ян Блахович▼ Jan Błachowicz                                                 | #4 exЧ                                                                      | 29-10-1                                                                     | 12-7-1                                                                      | -1                                                                          | vs.                                                                         | Александр Ракич Aleksandar "Rocket" Rakić                                   | #5 exT(2)                                                                   | 14-3                                                                        | 6-2                                                                         | -1                                                                          | [ 18 ]                                                                      |
|     | Полутяжёлый вес      | Доминик Рейес Dominick "The Devastator" Reyes                               | #14 exT(1), exП                                                             | 12-4                                                                        | 6-4                                                                         | -4                                                                          | vs.                                                                         | Карлос Ульберг▼ Carlos "Black Jag" Ulberg                                   | CS                                                                          | 9-1                                                                         | 5-1                                                                         | +5                                                                          | [ 19 ]                                                                      |

Условные обозначения: #5 (1) — текущее (лучшее) место бойца в рейтинге, exЧ(В) — бывший чемпион (временный), exП(В) — бывший претендент на титул чемпиона (временного), exТ(3) — боец входил в рейтинг Топ-15 (лучшее место в рейтинге), д — дебютант, CS — боец участвовал в Претендентской серии Дэйны Уайта, RTU — боец участвовал в шоу Road To UFC, TUF — боец участвовал в шоу The Ultimate Fighter, TUF(W/F) — боец являлся победителем/финалистом The Ultimate Fighter, WEC/SF — боец выступал в WEC или Strikeforce до объединения этих организаций с UFC.

## Церемония взвешивания
Результаты официальной церемонии взвешивания бойцов перед турниром.
| Весовая категория и допустимый лимит в фунтах | Весовая категория и допустимый лимит в фунтах | Участники боёв и их вес в фунтах | Участники боёв и их вес в фунтах | Участники боёв и их вес в фунтах | Участники боёв и их вес в фунтах |
| --------------------------------------------- | --------------------------------------------- | -------------------------------- | -------------------------------- | -------------------------------- | -------------------------------- |
| Средний вес                                   | 185                                           | Шон Стрикленд                    | 184,75                           | Дрикус дю Плесси                 | 184                              |
| Легчайший вес (женщины)                       | 135                                           | Ракель Пеннингтон                | 134,8                            | Майра Буэну Силва                | 135                              |
| Полусредний вес                               | 170 (+1)                                      | Нил Магни                        | 170,75                           | Майк Малотт                      | 170,5                            |
| Средний вес                                   | 185 (+1)                                      | Крис Кёртис                      | 185,25                           | Марк-Андре Баррьо                | 184,5                            |
| Полулёгкий вес                                | 145 (+1)                                      | Арнольд Аллен                    | 145,5                            | Мовсар Евлоев                    | 145,75                           |
| Легчайший вес                                 | 135 (+1)                                      | Брэд Катона                      | 136                              | Гарретт Армфилд                  | 135,25                           |
| Полулёгкий вес                                | 145 (+1)                                      | Шарль Журден                     | 145,5                            | Шон Вудсон                       | 145,5                            |
| Легчайший вес                                 | 135 (+1)                                      | Сергей Сидей                     | 135                              | Рамон Таверас                    | 139,75**                         |
| Минимальный вес (женщины)                     | 115 (+1)                                      | Джиллиан Робертсон               | 115,75                           | Полиана Виана                    | 115,75                           |
| Полусредний вес                               | 170 (+1)                                      | Иоан Лэйнесс                     | 170,75                           | Сэм Паттерсон                    | 169,5                            |
| Легчайший вес (женщины) *                     | 135 (+1)                                      | Жасмин Ясудавичюс                | 133                              | Присцила Кашоэйра                | 133,5                            |
| Наилегчайший вес                              | 125 (+1)                                      | Малкольм Гордон                  | 127,5***                         | Джимми Флик                      | 126                              |

[*] Изначально бой в наилегчайшем весе
[**] Рамон Таверас не смог уложиться в лимит легчайшей весовой категории (превышение 3,75 фунта) и будет оштрафован на 30% от гонорара в пользу соперника. Бой пройдёт в промежуточном весе 139,75 фунта.
[***] Малкольм Гордон не смог уложиться в лимит наилегчайшей весовой категории (превышение 1,5 фунта) и будет оштрафован на 20% от гонорара в пользу соперника. Бой пройдёт в промежуточном весе 127,5 фунта.

## Результаты турнира
В главном бою вечера Дрикус дю Плесси победил Шона Стрикленда раздельным решением судей и завоевал титул чемпиона UFC в среднем весе.
| Статистика поединка: | Статистика поединка: | Статистика поединка:                          | Статистика поединка:                          | Статистика поединка: | Статистика поединка: | Статистика поединка: | Статистика поединка: | Статистика поединка: | Статистика поединка: | Статистика поединка: | Статистика поединка: | Статистика поединка: | Статистика поединка: | Статистика поединка: | Статистика поединка: | Статистика поединка: | Статистика поединка: | Статистика поединка: |
| Участник             | Нокдауны             | Акцентрованные удары (по цели/всего/точность) | Акцентрованные удары (по цели/всего/точность) | По раундам           | По раундам           | По раундам           | По раундам           | По раундам           | По цели              | По цели              | По цели              | По позиции           | По позиции           | По позиции           | Тейкдауны            | Тейкдауны            | Контроль             | Попытка приема       |
| Участник             | Нокдауны             | Акцентрованные удары (по цели/всего/точность) | Акцентрованные удары (по цели/всего/точность) | 1Р                   | 2Р                   | 3Р                   | 4Р                   | 5Р                   | Голова               | Корпус               | Ноги                 | Дистанция            | Клинч                | Партер               | Тейкдауны            | Тейкдауны            | Контроль             | Попытка приема       |
| -------------------- | -------------------- | --------------------------------------------- | --------------------------------------------- | -------------------- | -------------------- | -------------------- | -------------------- | -------------------- | -------------------- | -------------------- | -------------------- | -------------------- | -------------------- | -------------------- | -------------------- | -------------------- | -------------------- | -------------------- |
| Шон Стрикленд        | 0                    | 173/408                                       | 42%                                           | 34/75                | 22/62                | 31/87                | 33/85                | 53/99                | 157/387              | 10/15                | 6/6                  | 173/408              | 0/0                  | 0/0                  | 0/0                  | -                    | 0:00                 | 0                    |
| Дрикус дю Плесси     | 0                    | 137/354                                       | 38%                                           | 18/51                | 26/60                | 29/84                | 29/73                | 35/86                | 81/283               | 32/37                | 24/34                | 134/348              | 3/5                  | 0/1                  | 6/11                 | 54%                  | 2:08                 | 0                    |

В соглавном бою Ракель Пеннингтон победила Майру Буэну Силву единогласным решением судей и завоевала титул чемпионки UFC в женском легчайшем весе.
| Статистика поединка: | Статистика поединка: | Статистика поединка:                          | Статистика поединка:                          | Статистика поединка: | Статистика поединка: | Статистика поединка: | Статистика поединка: | Статистика поединка: | Статистика поединка: | Статистика поединка: | Статистика поединка: | Статистика поединка: | Статистика поединка: | Статистика поединка: | Статистика поединка: | Статистика поединка: | Статистика поединка: | Статистика поединка: |
| Участник             | Нокдауны             | Акцентрованные удары (по цели/всего/точность) | Акцентрованные удары (по цели/всего/точность) | По раундам           | По раундам           | По раундам           | По раундам           | По раундам           | По цели              | По цели              | По цели              | По позиции           | По позиции           | По позиции           | Тейкдауны            | Тейкдауны            | Контроль             | Попытка приема       |
| Участник             | Нокдауны             | Акцентрованные удары (по цели/всего/точность) | Акцентрованные удары (по цели/всего/точность) | 1Р                   | 2Р                   | 3Р                   | 4Р                   | 5Р                   | Голова               | Корпус               | Ноги                 | Дистанция            | Клинч                | Партер               | Тейкдауны            | Тейкдауны            | Контроль             | Попытка приема       |
| -------------------- | -------------------- | --------------------------------------------- | --------------------------------------------- | -------------------- | -------------------- | -------------------- | -------------------- | -------------------- | -------------------- | -------------------- | -------------------- | -------------------- | -------------------- | -------------------- | -------------------- | -------------------- | -------------------- | -------------------- |
| Ракель Пеннингтон    | 0                    | 134/201                                       | 66%                                           | 11/22                | 33/52                | 27/43                | 29/38                | 34/46                | 91/156               | 32/34                | 11/11                | 54/110               | 38/43                | 42/48                | 1/3                  | 33%                  | 11:28                | 2                    |
| Майра Буэну Силва    | 0                    | 69/88                                         | 78%                                           | 18/22                | 20/30                | 17/20                | 7/8                  | 7/8                  | 32/44                | 26/30                | 11/14                | 28/45                | 38/40                | 3/3                  | 3/9                  | 33%                  | 8:58                 | 3                    |

| Бой    | Весовая категория            | Результат боя               | Результат боя      | Результат боя | Результат боя | Результат боя | Результат боя     | Результат боя | Способ победы                               | Раунд | Время | Рефери в ринге   |
|        |                              | Главный кард                |                    |               |               |               |                   |               |                                             |       |       |                  |
| Бой 12 | Средний вес                  |                             | Дрикус дю Плесси   | #2            | поб.          |               | Шон Стрикленд     | Ч             | Раздельное решение (47–48, 48–47, 48–47)    | 5     | 5:00  | Марк Годдард     |
| Бой 11 | Жен. легчайший вес           |                             | Ракель Пеннингтон  | #2            | поб.          |               | Майра Буэну Силва | #3            | Единогласное решение (49–46, 49–46, 49–45)  | 5     | 5:00  | Джерин Валел     |
| Бой 10 | Полусредний вес              |                             | Нил Магни          | #13           | поб.          |               | Майк Малотт       |               | Технический нокаут (граунд-энд-паунд)       | 3     | 4:45  | Кевин Макдональд |
| Бой 9  | Средний вес                  |                             | Крис Кёртис        | #13           | поб.          |               | Марк-Андре Баррьо |               | Раздельное решение (30–27, 28–29, 30–27)    | 3     | 5:00  | Тодд Андерсон    |
| Бой 8  | Полулёгкий вес               |                             | Мовсар Евлоев      | #9            | поб.          |               | Арнольд Аллен     | #3            | Единогласное решение (29–28, 29–28, 29–28)  | 3     | 5:00  | Марк Годдард     |
|        |                              | Предварительный кард        |                    |               |               |               |                   |               |                                             |       |       |                  |
| Бой 7  | Легчайший вес                |                             | Гарретт Армфилд    |               | поб.          |               | Брэд Катона       |               | Единогласное решение (29–28, 29–28, 29–28)  | 3     | 5:00  | Кевин Макдональд |
| Бой 6  | Полулёгкий вес               |                             | Шон Вудсон         |               | поб.          |               | Шарль Журден      |               | Раздельное решение (28–29, 29–28, 29–28)    | 3     | 5:00  | Джерин Валел     |
| Бой 5  | Промежуточный вес (139,75)** |                             | Рамон Таверас      | д             | поб.          |               | Сергей Сидей      | д             | Раздельное решение (28–29, 29–28, 29–28)    | 3     | 5:00  | Тодд Андерсон    |
| Бой 4  | Жен. минимальный вес         |                             | Джиллиан Робертсон |               | поб.          |               | Полиана Виана     |               | Технический нокаут                          | 2     | 3:12  | Кевин Макдональд |
|        |                              | Ранний предварительный кард |                    |               |               |               |                   |               |                                             |       |       |                  |
| Бой 3  | Полусредний вес              |                             | Сэм Паттерсон      |               | поб.          |               | Иоан Лэйнесс      |               | Сдача, удушающий приём (удушение сзади)     | 1     | 2:03  | Брайан Бочэмп    |
| Бой 2  | Жен. легчайший вес           |                             | Жасмин Ясудавичюс  |               | поб.          |               | Присцила Кашоэйра |               | Сдача, удушающий приём (анаконда)           | 3     | 4:21  | Мэттью Роча      |
| Бой 1  | Промежуточный вес (127,5)*** |                             | Джимми Флик        |               | поб.          |               | Малкольм Гордон   |               | Сдача, удушающий приём (ручной треугольник) | 2     | 1:17  | Тодд Андерсон    |

Официальные судейские карточки турнира.

## Награды
Следующие бойцы были удостоены денежного бонуса в $50,000:
- Лучший бой вечера: Дрикус дю Плесси - Шон Стрикленд
- Выступление вечера: Джиллиан Робертсон и Жасмин Ясудавичюс